# Queletia
Queletia là một chi nấm trong họ Agaricaceae.